# Sophira extranea
Sophira extranea är en tvåvingeart som först beskrevs av de Meijere 1914.  Sophira extranea ingår i släktet Sophira och familjen borrflugor. Inga underarter finns listade i Catalogue of Life.